# 大同級遠洋拖船

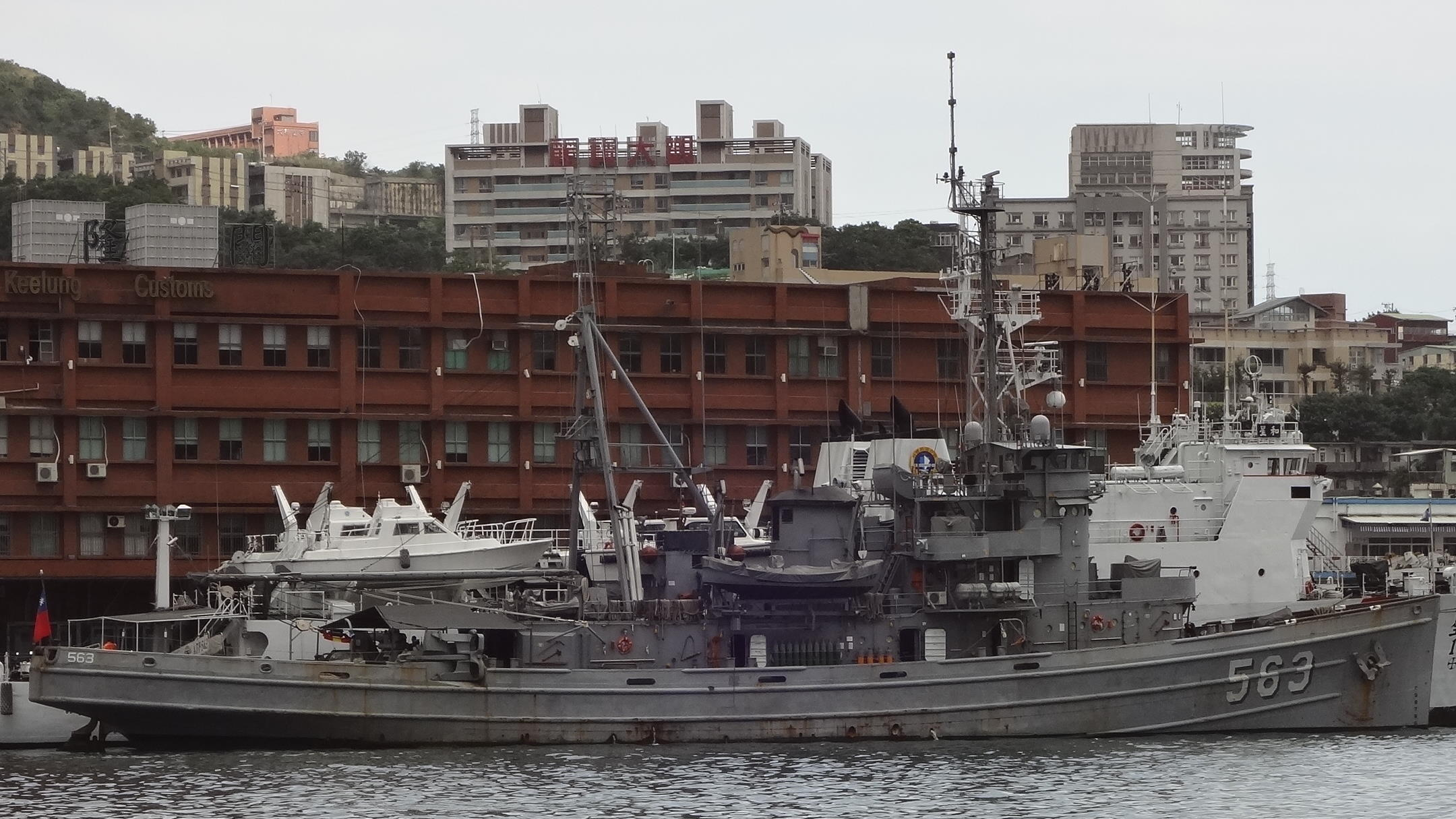
大同級-大台艦（ATF-563）停泊基隆港

大同級遠洋拖船，為中華民國海軍輔助艦艇，主要用途是拖救各級軍艦（潛艦除外）和支援打靶勤務。配備10噸吊桿、150噸主拖纜機、兩個各重達四噸的易式錨和各式拖纜與救難裝備，在中華民國海軍服役期間，小至港勤拖船、飛彈快艇，大至巡防艦、補給艦，都曾接受大同級的服務。
本級艦為美國海軍在第二次世界大戰前後建造的艦隊遠洋拖船（Fleet Ocean Tug）。與先前的遠洋拖船設計相比，全長65公尺、全寬12公尺的較大尺寸，更大的油箱容量和首次應用於美國海軍大型水面艦的柴電驅動系統，使得本級艦更能夠應付長時間長距離的遠洋拖救任務。在美國海軍服役期間，大漢、大岡和大台艦屬於阿布納基級遠洋拖船，大同、大萬和大峰艦為切羅基級遠洋拖船。
二戰時期的設計在二十一世紀已經顯得落伍。另外，其生活空間狹小擁擠，無法設置兩性官兵生活設施，是目前中華民國海軍少數採全男性官兵編制的艦艇單位。

## 歷史
雷伊泰灣海戰時，在救援一艘受日軍戰機創傷的巡洋艦，以自身薄弱的武裝擊落了來犯的數架神風特攻隊自殺飛機並救起其年輕飛行員。在硫磺島戰役時，也和同行的驅逐艦擊落不少日軍戰機。菲律賓海海戰中，救援一艘航空母艦時，再度擊落了神風特攻隊三架自殺飛機。
美國海軍第一位黑人潛水員卡爾·布拉西爾士官長（電影《怒海潛將》主角）曾在大台艦服役。
國防部宣布ATF大字型救難艦，將列為2024-2028年汰除裝備，並由大武級救難艦取代。

## 武裝
- 1門3吋50倍徑火炮，後換裝40快砲
- 2門T-75機砲

## 同級艦
| 舷號    | 艦名 | 原艦名及舷號              | 承造船廠                                   | 下水日期       | 接收日期      | 除役日期      | 備註                             |
| ------- | ---- | ------------------------- | ------------------------------------------ | -------------- | ------------- | ------------- | -------------------------------- |
| ATF-548 | 大同 | USS Chickasaw (ATF-83)    | 聯合工程公司（United Engineering Company） | 1942年7月23日  | 1976年5月1日  | 1999年7月16日 | 2002年11月10日作為人工魚礁       |
| ATF-551 | 大萬 | USS Apache (ATF-67)       | 查爾斯頓乾塢暨機械公司                     | 1942年5月8日   | 1974年6月1日  | 服役中        |                                  |
| ATF-553 | 大漢 | USS Tawakoni (ATF-114)    | 聯合工程公司（United Engineering Company） | 1943年10月23日 | 1978年6月1日  | 2020年11月1日 | 2023年8月15日作為靶艦擊沉        |
| ATF-554 | 大岡 | USS Achomawi (ATF-148)    | 查爾斯頓乾塢暨機械公司                     | 1944年6月14日  | 1991年        | 2025年7月1日  |                                  |
| ATF-555 | 大峰 | USS Narragansett (ATF-88) | 克蘭普造船公司                             | 1942年8月8日   | 1991年6月20日 | 2021年10月1日 | 2023年8月15日作為靶艦擊沉        |
| ATF-563 | 大台 | USS Shakori (ATF-162)     | 查爾斯頓乾塢暨機械公司                     | 1945年8月9日   | 1980年10月1日 | 2023年8月1日  | 2024年8月23日作為靶艦擊沉        |
|         |      | USS Wenatchee (ATF-118)   | 聯合工程公司（United Engineering Company） | 1944年9月7日   | 1992年        | 未服役        | 零件供給大岡、大峰，船殼作為靶艦 |